# Альберто Чивідіні
Альберто Чивідіні (ісп. Alberto Chividini, 23 лютого 1907, Тукуман — 31 жовтня 1961, Буенос-Айрес) — аргентинський футболіст, що грав на позиції захисника.
Виступав, зокрема, за клуб «Сан-Лоренсо», а також національну збірну Аргентини, у складі якої 1930 року був учасником першого чемпіонату світу.

## Клубна кар'єра
У дорослому футболі дебютував 1928 року виступами за команду клубу «Сентраль Норте», в якій провів один сезон. 
Протягом 1929—1930 років захищав кольори команди клубу «Естудьянтіл Портеньйо».
Своєю грою за останню команду привернув увагу представників тренерського штабу клубу «Сан-Лоренсо», до складу якого приєднався 1933 року. Відіграв за команду з Буенос-Айреса наступні п'ять сезонів своєї ігрової кар'єри. Більшість часу, проведеного у складі «Сан-Лоренсо», був основним гравцем захисту команди.
Завершив ігрову кар'єру 1938 року у клубі «Естудьянтіл Портеньйо», у складі якого вже виступав раніше.
Помер 31 жовтня 1961 року на 55-му році життя у Буенос-Айресі.

## Виступи за збірну
1928 року дебютував в офіційних матчах у складі національної збірної Аргентини. Протягом кар'єри у національній команді, яка тривала 3 роки, провів у формі головної команди країни 3 матчі.
У складі збірної ставав переможцем домашнього для аргентинців Чемпіонату Південної Америки 1929 року, а також учасником першого чемпіонату світу, що проходив 1930 року в Уругваї, де разом з командою здобув «срібло». На цьому мундіалі взяв участь в одній грі — виграному з рахунком 6:3 матчі проти збірної Мексики.

## Титули і досягнення
- Віце-чемпіон світу: 1930
- Чемпіон Південної Америки: 1929